# Volkswagen Passat B5
Volkswagen Passat B5 — п'яте покоління сімейства Volkswagen Passat, яке було представлено у 1996 році і прийшло на заміну Volkswagen Passat B4.

## Опис

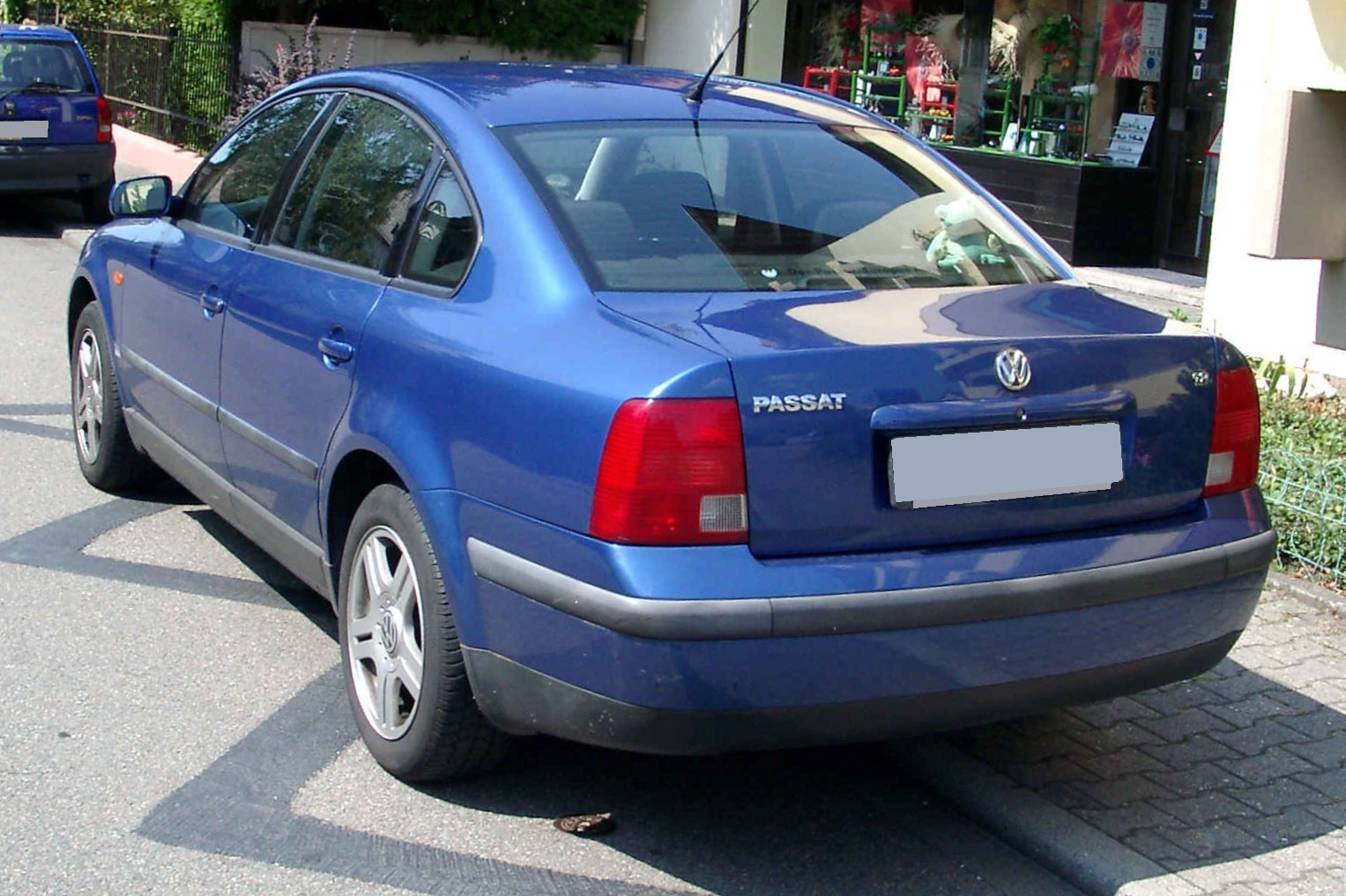
Volkswagen Passat B5 (1996—2000)

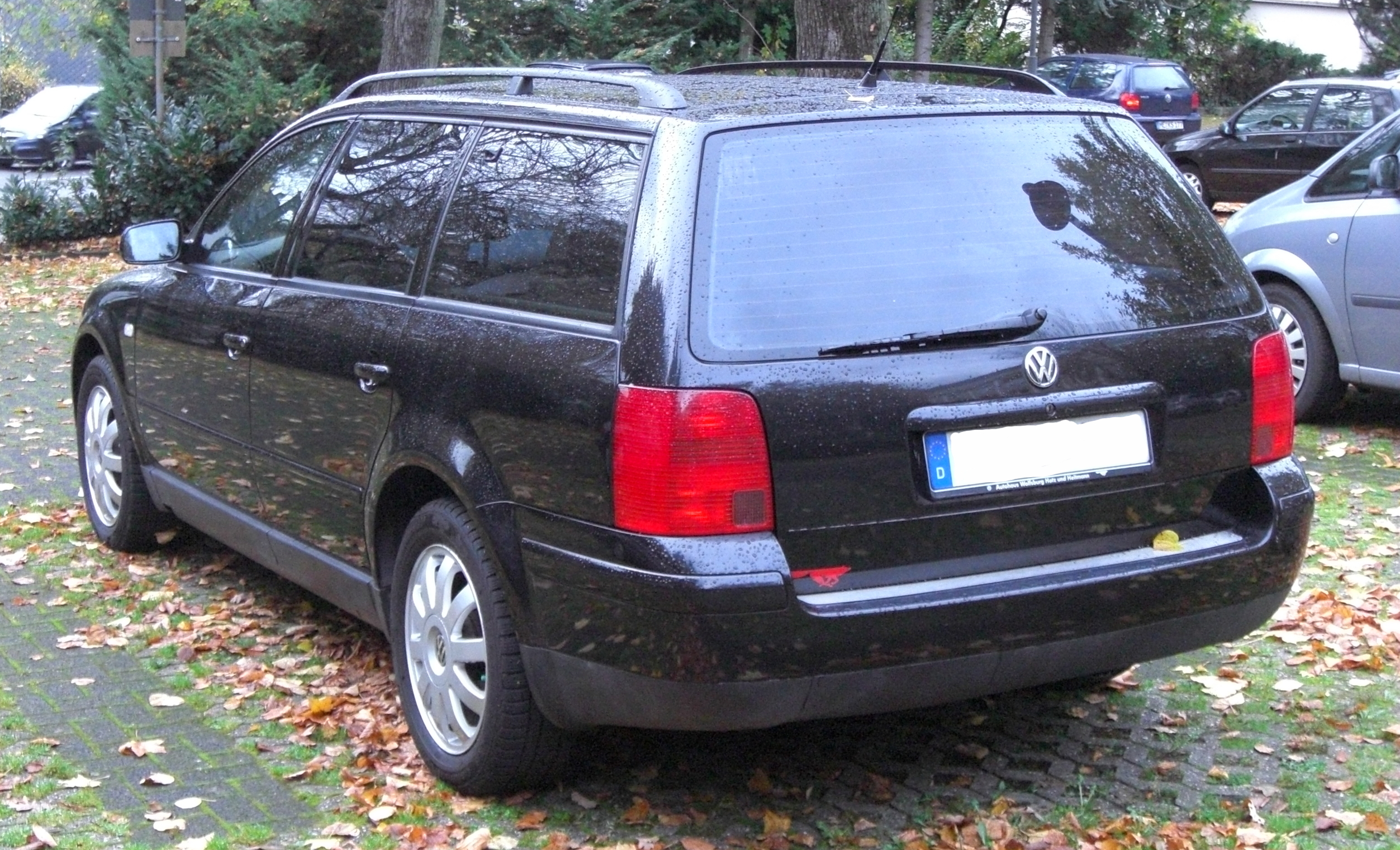
Volkswagen Passat B5 Variant (1996—2000)

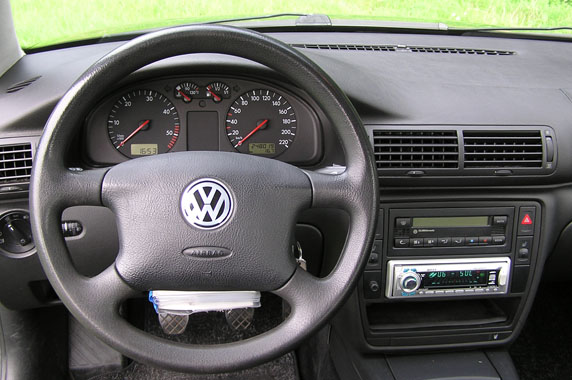
салон Volkswagen Passat B5 (1996—2000)

### Volkswagen Passat B5 (1996—2000)
Новинка значно відрізнялися від своїх попередників. У першу чергу двигуни тепер розташовувалися поздовжньо, а не поперечно як було раніше. Також варто виділити вдосконалену підвіску і сучасну електронну начинку. Моделі виробляються тільки з кузовами седан і 5-дверний універсал Variant. Оснащені 4 -, 5 — і 6-циліндровими бензиновими і дизельними двигунами об'ємом 1,6 — 2,8 л потужністю 90 — 193 к.с.
Автомобіль володіє великим просторим салоном, де дорогий пластик передньої панелі сусідить зі вставками під дерево на дверях і передній консолі. Сидіння дуже зручні і обтягнуті велюром, а кермо і коробка передач — шкірою. Напрочуд виглядає базова комплектація автомобіля, вона включає: чотири подушки безпеки, ABS, електропакет для передніх пасажирів, клімат-контроль, регульоване по висоті водійське сидіння, тоноване скло та ін.
Крім базової комплектації пропонується на вибір ще три: «Comfortline», «Trendline» та «Highline». Перша відрізняється обробкою салону і вставками з дерева, повним електропакетом, легкосплавними дисками коліс і більше комфортними передніми кріслами, з функцією поперекового підпору.
Для шанувальників спортивного стилю пропонується комплектація «Trendline». Тут на передній панелі дерево замінили полірованим алюмінієм і встановили кермо трьохспиці. Комплектація «Highline» характеризується досягненням максимального комфорту. Колірна гамма салону витримується в трьох тонах: сірий, чорний і бежевий. Сидіння мають подвійну оббивку шкірою і тканиною.
Порадує великим вибором і гамма двигунів для B5:
- П'ятициліндровий двигун «VR5» об'ємом 2,3 літра. Буква «R» в його назві означає, що циліндри розташовані з мінімальним кутом розвалу, практично в ряд, тільки в шаховому порядку. Шляхом цього двигун вийшов дуже компактним і легким.
- Бензиновий об'ємом 1,6 л і потужністю 101 к.с.
- 1,8 л потужністю 125 к.с.
- 1,8-літровий з турбонаддувом, потужністю 150 к.с. Завдяки турбіні низького тиску він потужно тягне з малих оборотів.
- Шестициліндровий двигун об'ємом 2,8 л потужністю 193 к.с.
Також творці пропонують три варіанти коробки передач: п'яти й шестиступеневі механічні та «автомат». Плюс два типу приводу — традиційний передній і повний 4Motion.
П'яте покоління значно відрізняється від попереднього за керованості автомобіля, фахівці схильні вважати, що такі разючі зміни забезпечила багатоважільна передня підвіска.

### Двигуни Volkswagen Passat B5 (1996—2000)
| Двигун  | Об'єм см³ | Потужність кВт (к.с.) при об/хв   | Крутний момент Нм при об/хв | Код двигуна        | Роки випуску    |
| ------- | --------- | --------------------------------- | --------------------------- | ------------------ | --------------- |
| 1.6     | 1595 см³  | 72кВт (102 к.с.) при 5300 об/хв   | 140 Нм при 3800 об/хв       | ADP, AHL           | 08/1996-01/1998 |
| 1.6     | 1595 см³  | 72кВт (102 к.с.) при 5600 об/хв   | 145 Нм при 3800 об/хв       | AHL, ARM, ANA      | 02/1998-07/2000 |
| 1.8     | 1781 cm³  | 92кВт (125 к.с.) при 5800 об/хв   | 173 Нм при 3950 об/хв       | ADR                | 08/1996-07/1997 |
| 1.8     | 1781 cm³  | 92кВт (125 к.с.) при 5800 об/хв   | 168 Нм при 3500 об/хв       | ADR, APT, ARG, ANQ | 08/1997-09/2000 |
| 1.8Т    | 1781 cm³  | 110 кВт (150 к.с.) при 5700 об/хв | 210 Нм при 1750-4600 об/хв  | AEB                | 08/1996-12/1998 |
| 1.8Т    | 1781 cm³  | 110 кВт (150 к.с.) при 5700 об/хв | 210 Нм при 1750-4600 об/хв  | APU, ANB           | 01/1999-09/2000 |
| 2.0     | 1984 см³  | 88 кВт (120 к.с) при 5600 об/хв   | 175 Нм при 2600 об/хв       | AUZ, ASU, AVA      | 01/2000-09/2000 |
| 2.3 VR5 | 2324 см³  | 110 кВт (150 к.с.) при 6000 об/хв | 205 Нм при 3200 об/хв       | AGZ                | 08/1996-09/2000 |
| 2.8 V6  | 2771 см³  | 142 кВт (193 к.с.) при 6000 об/хв | 280 Нм при 3200 об/хв       | ACK, ALG           | 08/1996–12/1998 |
| 2.8 V6  | 2771 см³  | 142 кВт (193 к.с.) при 6000 об/хв | 280 Нм при 3200 об/хв       | APR, AQD           | 01/1999–09/2000 |

| Двигун  | Об'єм см³ | Потужність кВт (к.с.) при об/хв   | Крутний момент Нм при об/хв | Код двигуна | Роки випуску    |
| ------- | --------- | --------------------------------- | --------------------------- | ----------- | --------------- |
| 1.9 TDI | 1896 см³  | 66 кВт (90 к.с.)при 4000 об/хв    | 210 Нм при 1900 об/хв       | AHU         | 08/1996–09/2000 |
| 1.9 TDI | 1896 см³  | 66 кВт (90 к.с.)при 4000 об/хв    | 210 Нм при 1900 об/хв       | AHH         | 05/1998–09/2000 |
| 1.9 TDI | 1896 см³  | 81 кВт (110 к.с.)при 4000 об/хв   | 235 Нм при 1900 об/хв       | AFN         | 08/1996–08/1999 |
| 1.9 TDI | 1896 см³  | 81 кВт (110 к.с.)при 4000 об/хв   | 235 Нм при 1900 об/хв       | AVG         | 08/1999–09/2000 |
| 1.9 TDI | 1896 см³  | 74 кВт (101 к.с.)при 4000 об/хв   | 250 Нм при 1900 об/хв       | AVB         | 02/2000–09/2000 |
| 1.9 TDI | 1896 см³  | 85 кВт (115 к.с.) при 4000 об/хв  | 285 Нм при 1900 об/хв       | AJM         | 01/1999–12/1999 |
| 1.9 TDI | 1896 см³  | 85 кВт (115 к.с.) при 4000 об/хв  | 310 Нм при 1900 об/хв       | ATJ         | 01/2000–09/2000 |
| 2.5 TDI | 2496 см³  | 110 кВт (150 к.с.) при 4000 об/хв | 310 Нм при 1500-3200 об/хв  | AFB, AKN    | 08/1998–09/2000 |

## Volkswagen Passat B5 GP (2000—2005)
У 2000 році Volkswagen провів оновлення Passat, версія одержала індекс Passat GP. Зовнішність нової моделі стала більш солідною і динамічною. Оригінальна кругла форма задніх ліхтарів доповнює спортивний імідж автомобіля. Салон набув велику кількість декоративних вставок «під дерево», шкіряних і хромованих деталей. Комплектація автомобіля включає ABS, ESP, фронтальні та бокові подушки безпеки, кондиціонер, який на замовлення може доповнюватися автономною системою вентиляції салону, що живиться від блоку сонячних батарей, розміщених в люку на даху.
Основне завдання модернізації гами двигунів — підвищення потужності і поліпшення екологічних характеристик. Всі бензинові двигуни відповідають нормам Euro 4, а дизельні мотори — Euro 3. На оновлений Passat встановлювали 5 бензинових і 3 дизельних двигуна, потужністю від 100 к.с. у 1,9-літрового дизельного мотора з безпосереднім вприскуванням палива до 190 к.с. у бензинового двигуна V6 об'ємом 2,8 л. Великою популярністю у практичних європейців користувалася модель з шестициліндровим турбодизелем потужністю 150 к.с., в якому відмінні динамічні характеристики поєднуються з неабиякою економією пального: середня витрата у такого автомобіля всього 7 літрів на 100 км шляху.
Особливе місце займають ексклюзивні повнопривідні моделі Passat W8 і Passat Variant W8, які виготовлялись з 2001 по 2005 рр. Вони оснащені двигуном W8 з рядно-зміщеним розташуванням циліндрів і повнопривідною трансмісією. Робочий об'єм двигуна становить 4,0 л. при потужності 275 к.с. Він здатний розкручуватися до 6300 об / хв і володіє по істині спортивним характером, але при цьому досить економічний, середня витрата палива складе 13,1 л. на 100 км. Варто особливо відзначити характерну плавність роботи двигуна, яка досягається застосуванням двох спеціальних балансувальних валів, що усувають небажані вібрації. Розгін до 100 км / год. займає в автомобіля з механічною коробкою передач 6,5 с, з автоматичною коробкою передач — 7,8 сек. Максимальна швидкість Passat W8 обмежена електронікою і становить 250 км / год.
Повнопривідна трансмісія забезпечує не тільки підвищену прохідність, але і поліпшену керованість. Системи активної безпеки доповнюються електронною системою курсової стійкості ESP, антибуксувальною системою ASR і системою прискорення активації повного гальмування Brake Assist.
Активну безпеку покликані посилити біксенонові фари з динамічним регулюванням дальності світла. Такі фари крім кращої світловіддачі мають спеціальний рухомий екран, що регулює перемикання ближнього і дальнього світла. Система динамічного регулювання дальності світла дозволяє в мілісекунди скорегувати зміни положення світлового пучка, викликані нахилами кузова машини при прискореннях і гальмуваннях.
І звичайно, варто згадати про засоби пасивної безпеки: дві фронтальні, дві бічні подушки безпеки і головні подушки-шторки з боку вікон. Ремені безпеки з піротехнічними переднатягувачами передбачені для передніх і задніх пасажирів. У випадку аварії бортовий комп'ютер самостійно відмикає центральний замок і відключає паливну помпу для запобігання небезпечного витоку палива.
База автомобіля залежить від комплектації та двигуна. Але, в загальному, до переліку стандартного оснащення Volkswagen Passat В5, які випускались з 2001 по 2005 роки, входять: антиблокувальна гальмівна система, система розподілу гальмівних зусиль, передні штори безпеки, передні подушки безпеки, бокові подушки безпеки, передні активні підголівники, замок «від дітей» на задніх дверях, балки безпеки, кондиціонер, електропривід передніх вікон, підсилювач керма, електропривід та підігрів керма, та протитуманні фари (для більшості версій). Як опції для Volkswagen Passat запропоновані: система динамічної стабілізації, клімат-контроль, у тому числі роздільний, електропривід передніх та задніх вікон, водійське сидіння з електроприводом, функція підігріву передніх сидінь, шкіряна обшивка керма, круїз-контроль, бортовий комп'ютер, навігація, люк даху, CD-чейнджер, ксенонові та галогенні фари, тонування вікон та 16-дюймові литі диски коліс. 
Volkswagen Passat B5 GP

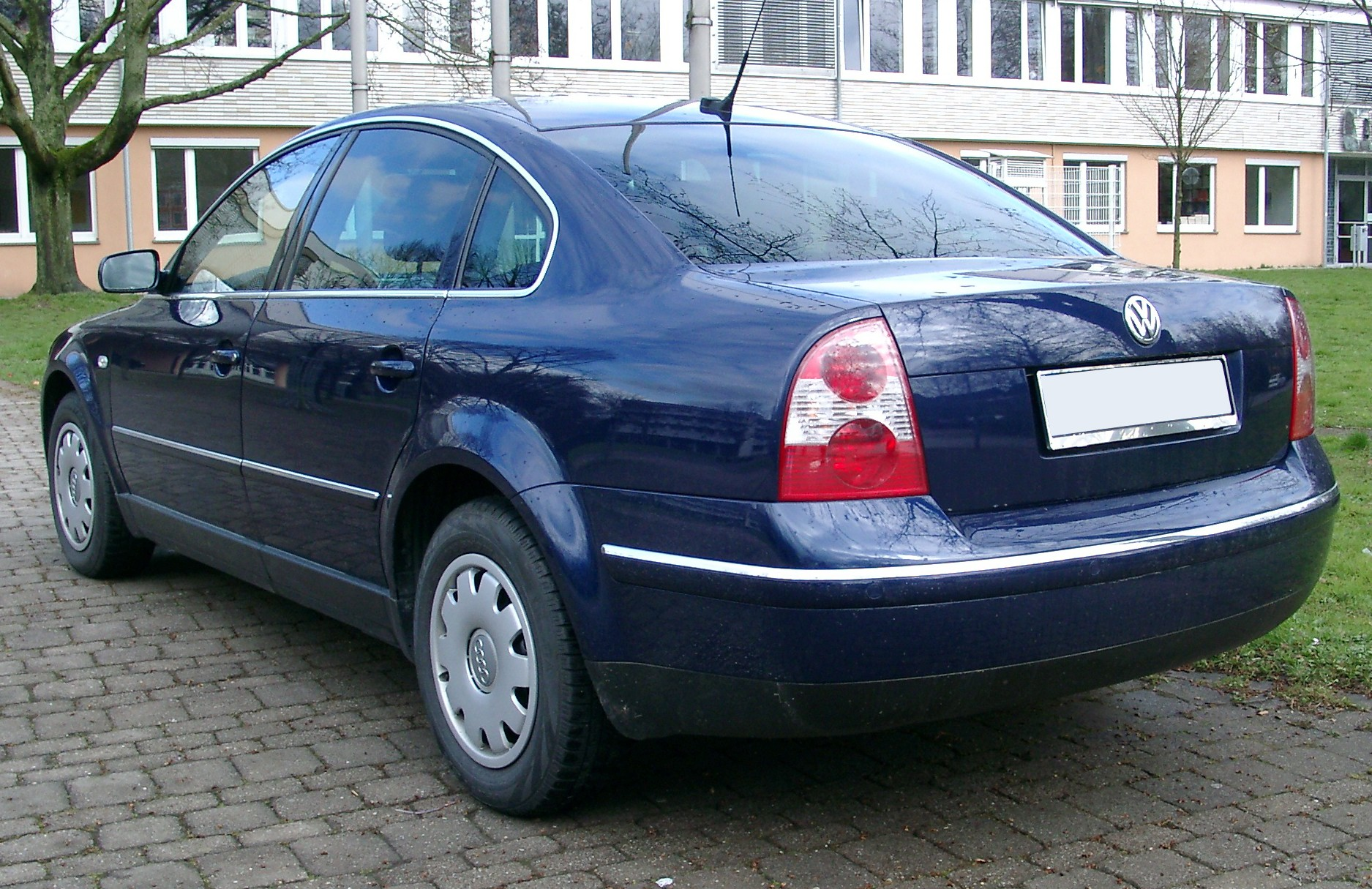
Volkswagen Passat B5 GP (2000-2005)
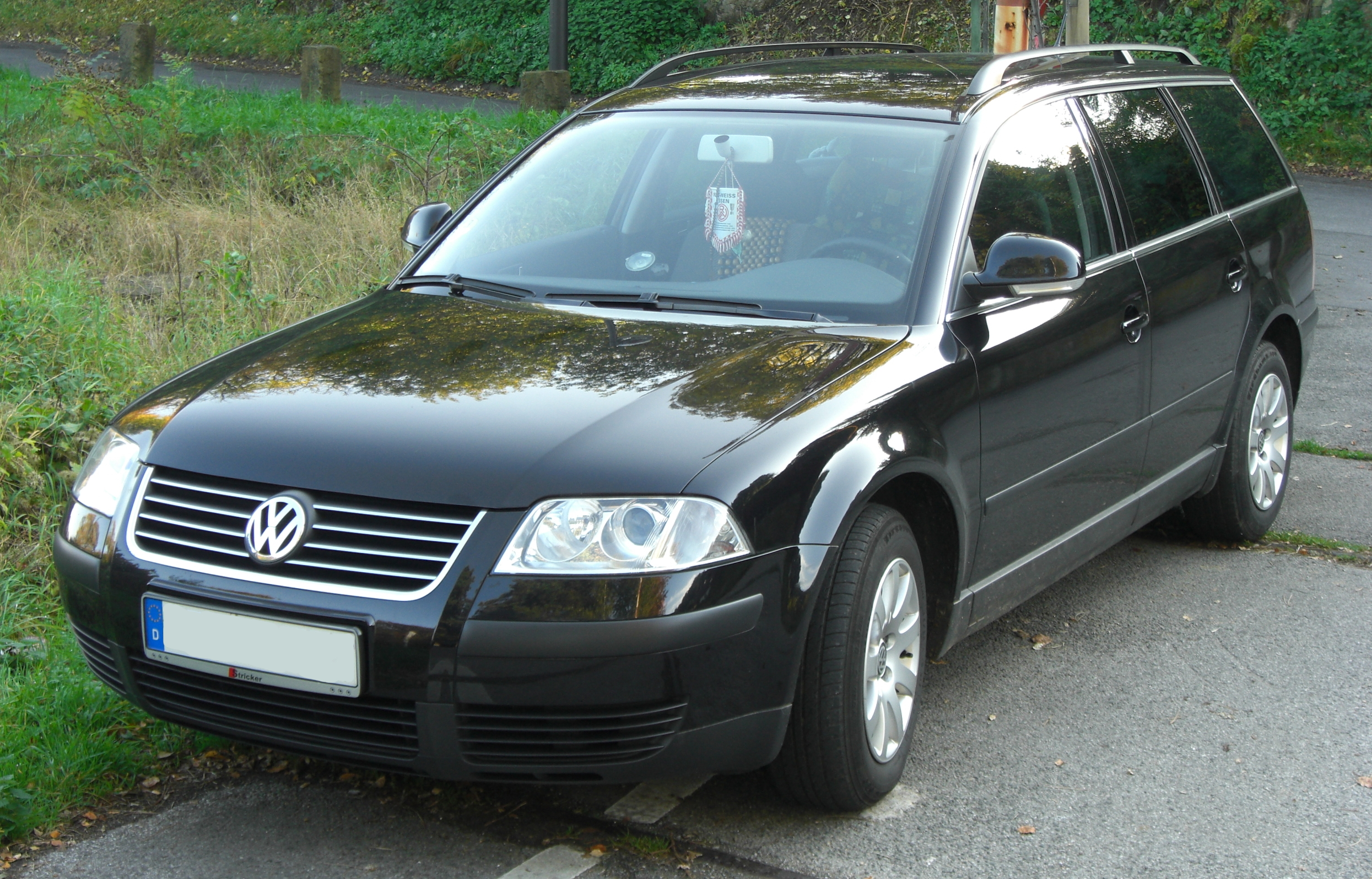
Volkswagen Passat B5 Variant GP (2000-2005)
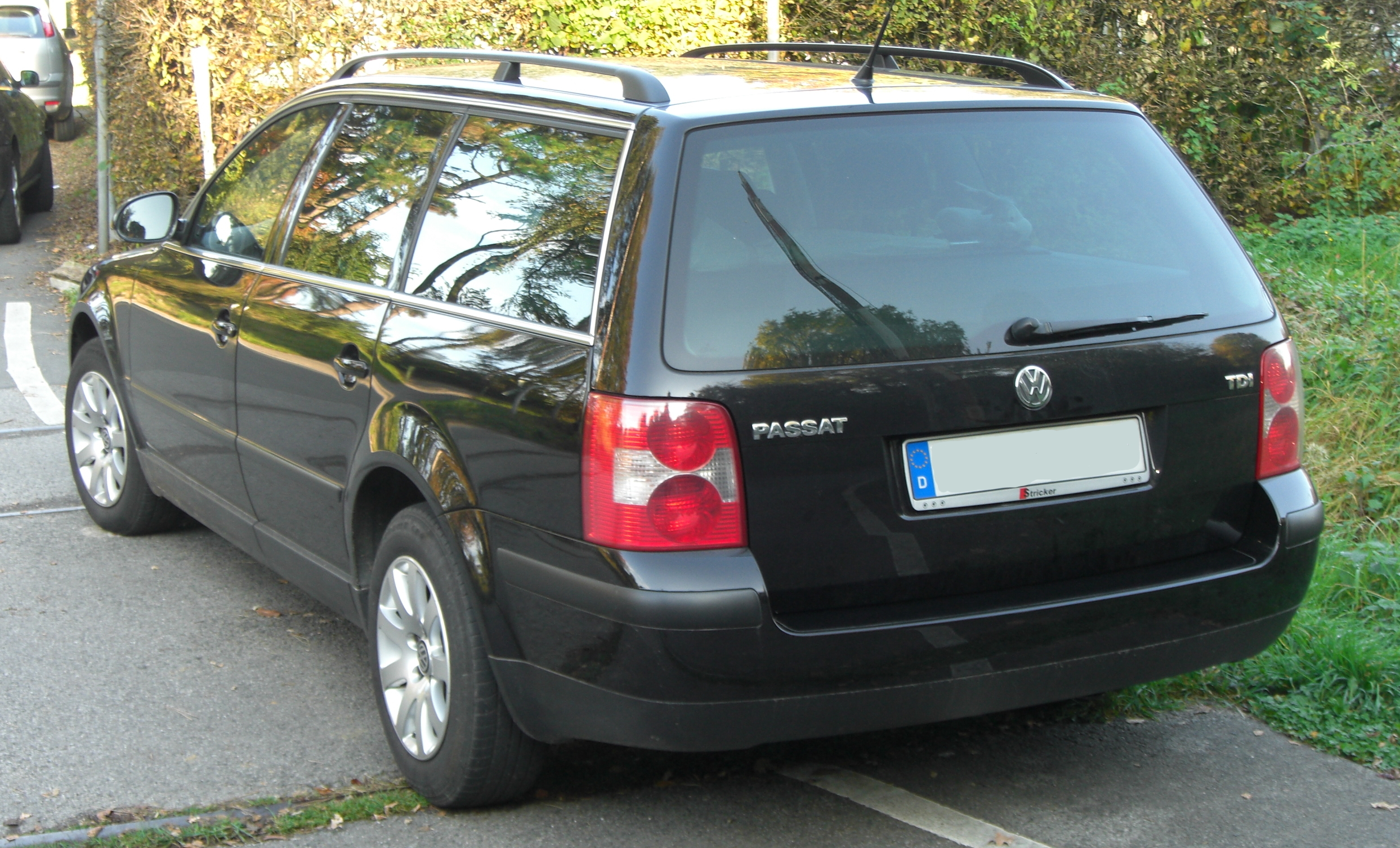
Volkswagen Passat B5 Variant GP (2000-2005)
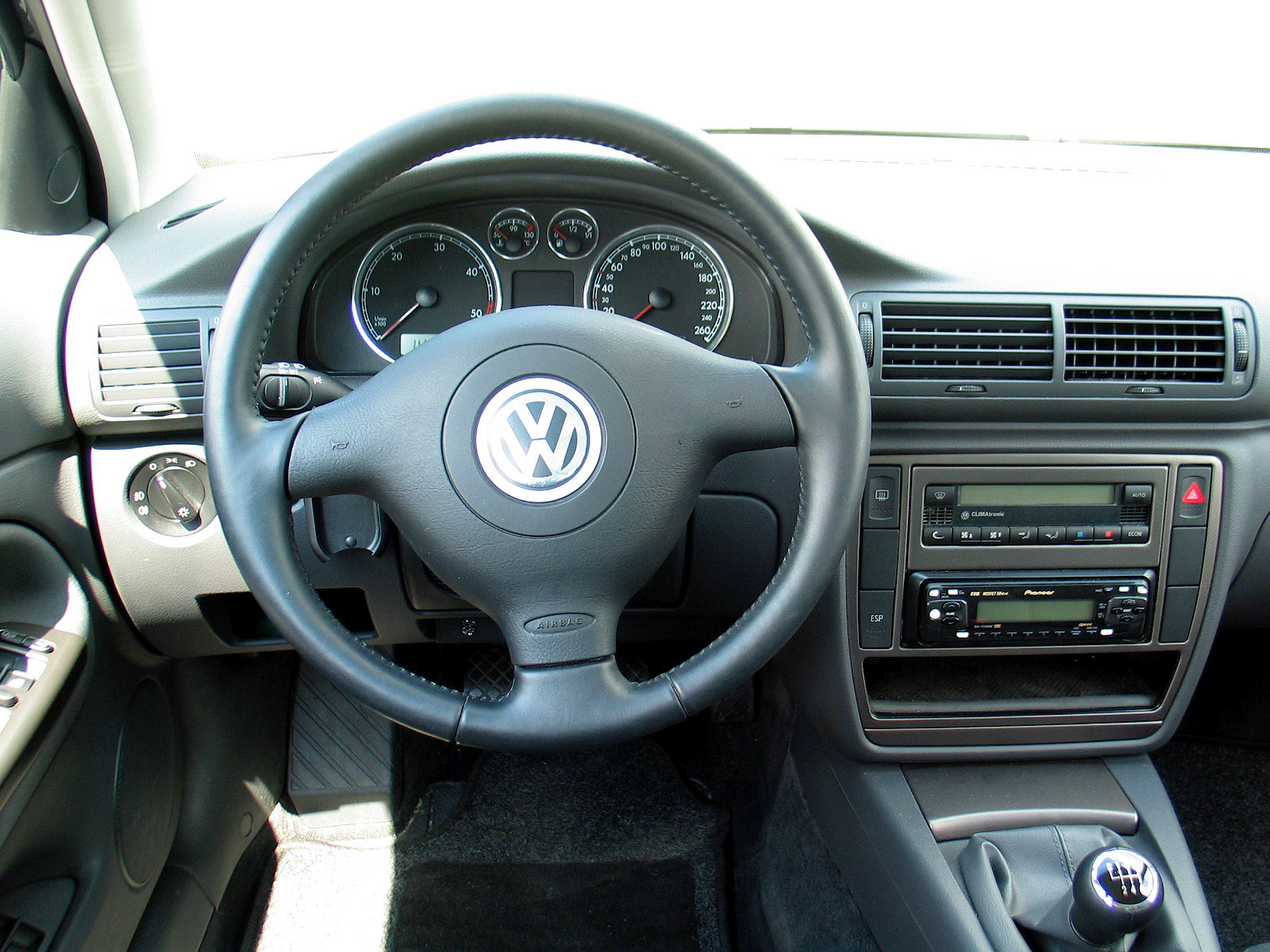
салон Volkswagen Passat B5 GP (2000-2005)

Volkswagen Passat B5 W8

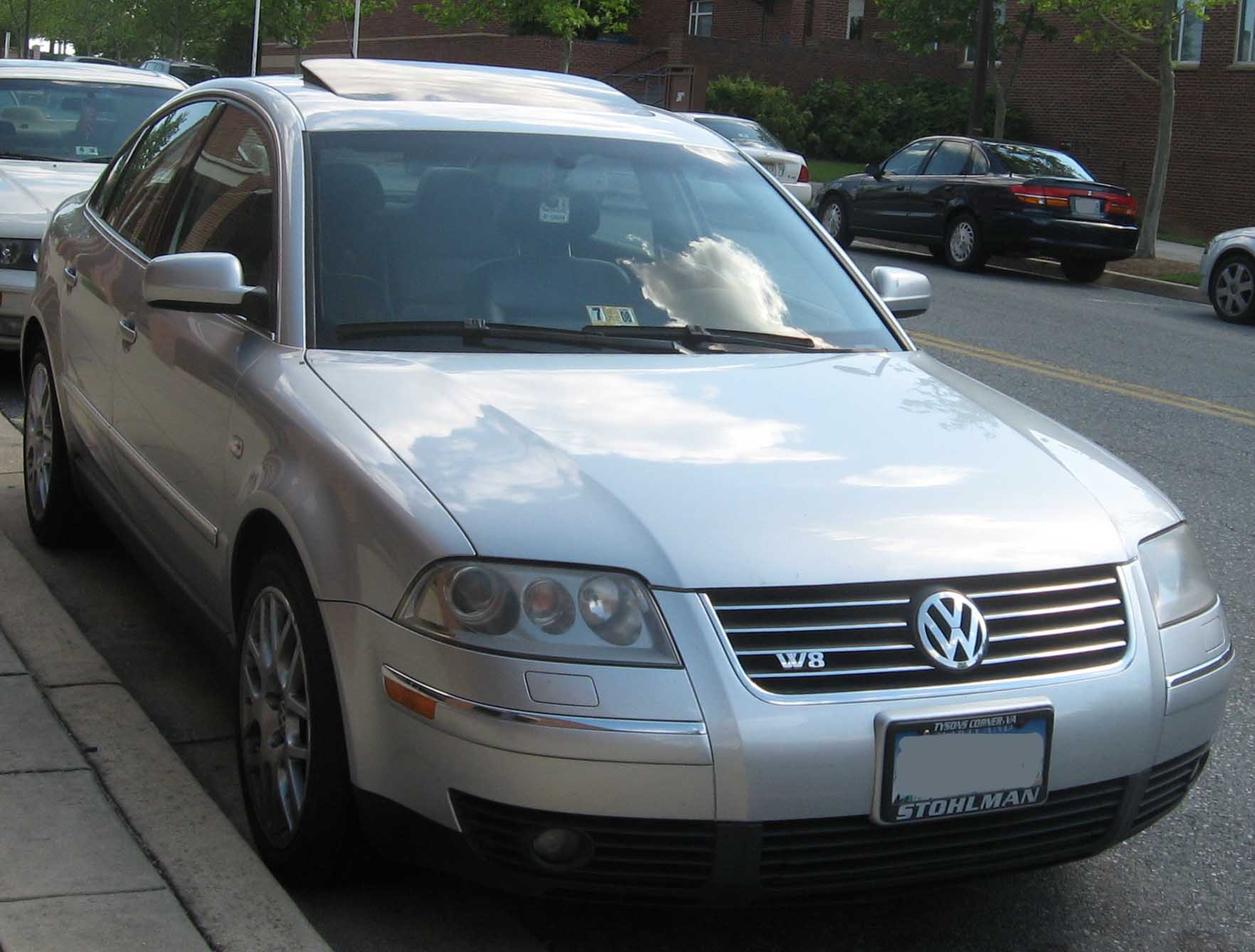
Volkswagen Passat B5 W8 (2003-2005)
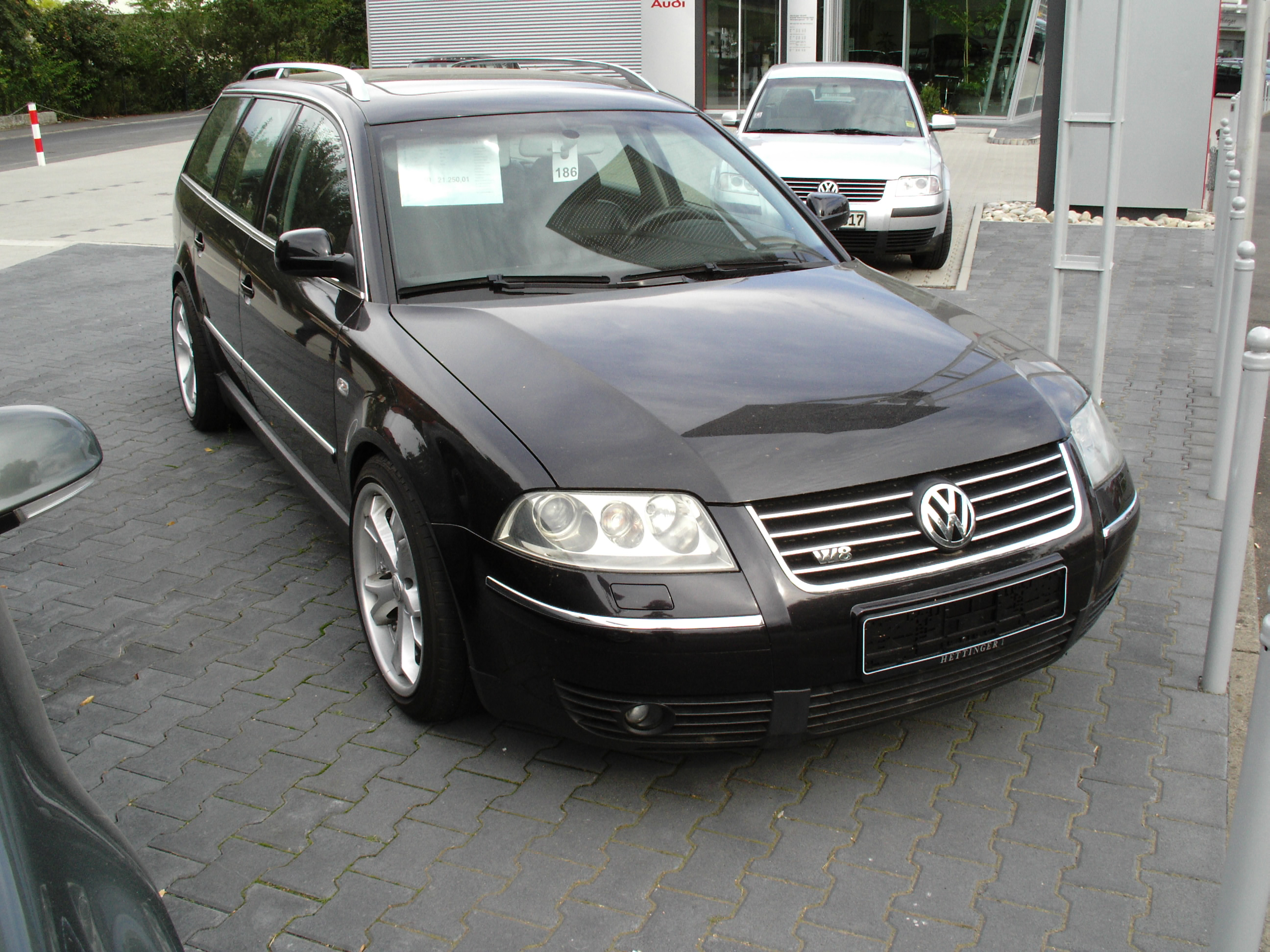
Volkswagen Passat B5 W8 Variant (2003-2005)
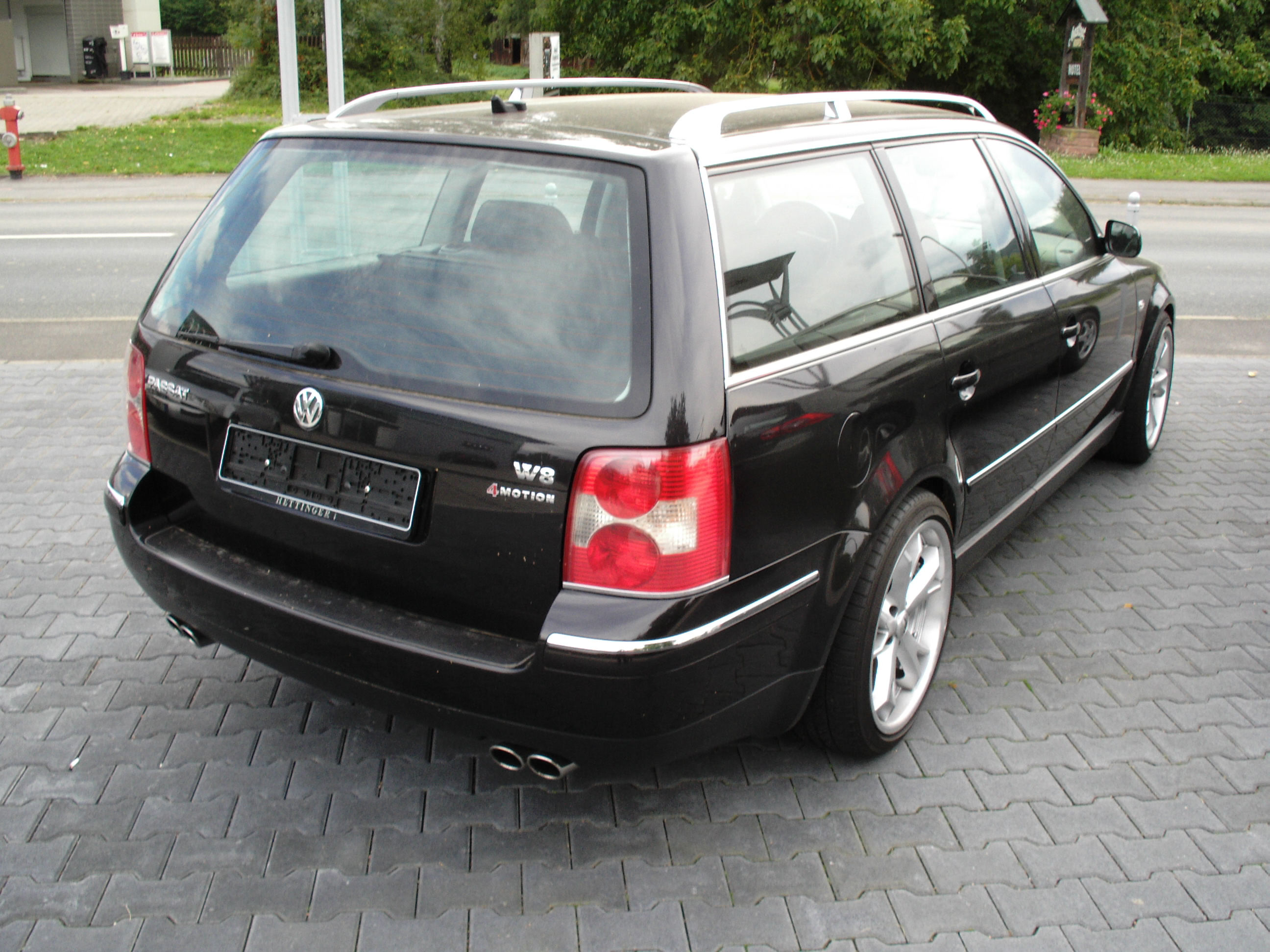
Volkswagen Passat B5 W8 Variant (2003-2005)

### Двигуни Volkswagen Passat B5 GP (2000—2005)
| Двигун  | Об'єм см³ | Потужність кВт (к.с.) при об/хв   | Крутний момент Нм при об/хв | Код двигуна | Роки випуску    |
| ------- | --------- | --------------------------------- | --------------------------- | ----------- | --------------- |
| 1.6     | 1595 см³  | 75кВт (102 к.с.) при 5600 об/хв   | 148 Нм при 3800 об/хв       | ALZ         | 10/2000–02/2005 |
| 1.8Т    | 1781 cm³  | 110 кВт (150 к.с.) при 5700 об/хв | 210 Нм при 1750-4600 об/хв  | AWT         | 10/2000–02/2005 |
| 2.0     | 1984 см³  | 85 кВт (115 к.с) при 5400 об/хв   | 175 Нм при 3500 об/хв       | AZM, BFF    | 10/2000–02/2005 |
| 2.0     | 1984 см³  | 96 кВт (130 к.с) при 5400 об/хв   | 195 Нм при 3300 об/хв       | ALT         | 12/2001–02/2005 |
| 2.3 VR5 | 2324 см³  | 125 кВт (170 к.с.) при 6200 об/хв | 225 Нм при 3200 об/хв       | AZX         | 01/2001–12/2002 |
| 2.8 V6  | 2771 см³  | 142 кВт (193 к.с.) при 6000 об/хв | 280 Нм при 3200 об/хв       | AMX, ATQ    | 10/2000–02/2005 |
| 4.0 W8  | 3999 см³  | 202 кВт (275 к.с.) при 6000 об/хв | 370 Нм при 2750 об/хв       | BDN, BDP    | 09/2001–09/2004 |

| Двигун  | Об'єм см³ | Потужність кВт (к.с.) при об/хв   | Крутний момент Нм при об/хв | Код двигуна | Роки випуску    |
| ------- | --------- | --------------------------------- | --------------------------- | ----------- | --------------- |
| 1.9 TDI | 1896 см³  | 74 кВт (100 к.с.)при 4000 об/хв   | 250 Нм при 1900 об/хв       | AVB         | 10/2000–02/2005 |
| 1.9 TDI | 1896 см³  | 96 кВт (130 к.с.) при 4000 об/хв  | 285 Нм при 1750—2500 об/хв  | AWX         | 10/2000–02/2005 |
| 1.9 TDI | 1896 см³  | 96 кВт (130 к.с.) при 4000 об/хв  | 310 Нм при 1900 об/хв       | AVF         | 10/2000–02/2005 |
| 2.0 TDI | 1968 см³  | 100 кВт (136 к.с.) при 4000 об/хв | 335 Нм при 1900 об/хв       | BGW, BHW    | 11/2003–02/2005 |
| 2.5 TDI | 2496 см³  | 110 кВт (150 к.с.) при 4000 об/хв | 310 Нм при 1500-3200 об/хв  | AKN         | 10/2000–05/2003 |
| 2.5 TDI | 2496 см³  | 120 кВт (163 к.с.) при 4000 об/хв | 350 Нм при 1500-3000 об/хв  | BDG         | 06/2003–02/2005 |
| 2.5 TDI | 2496 см³  | 132 кВт (180 к.с.) при 4000 об/хв | 370 Нм при 1500—2500 об/хв  | BDH, BAU    | 06/2003–02/2005 |